# Huambo (provins)

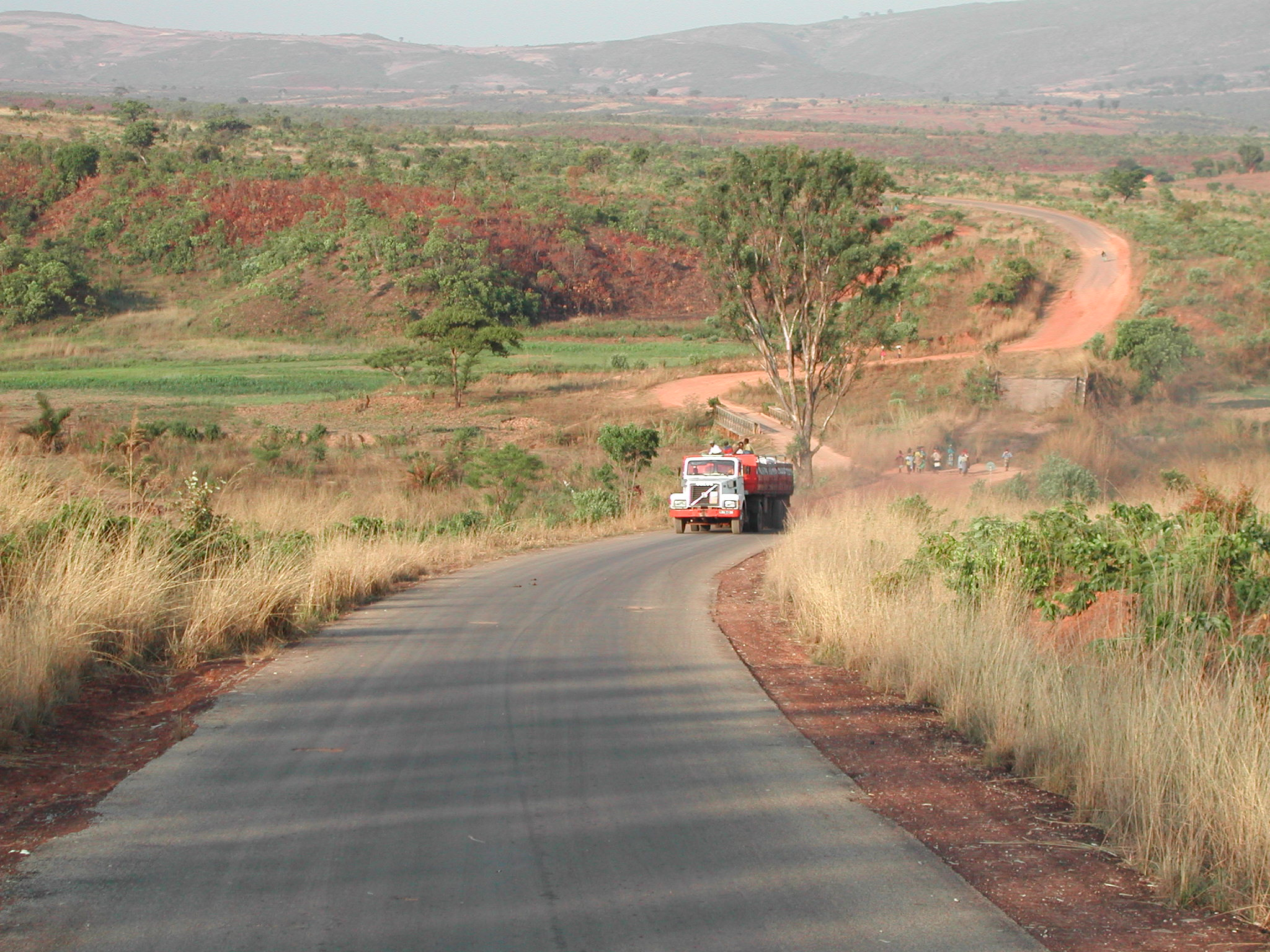
Landsväg mellan Ucuma och Huambo

Huambo är en provins i västra Angola med en yta på 34 270 km² och omkring 1 948 000 invånare. Delstatens huvudstad är Huambo.

## Etymologi
Ort- och provinsnamnet härstammar från namnet Wambo Kalunga, grundare av kungariket Wambo.

## Geografi
Huambo ligger på högplatån söder om Kwanzafloden mellan provinserna Cuanza Sul i norr, Bié i öster, Huila i söder och Benguela i väster. Berget Morro do Moco (2 620 m) är Angolas högsta topp.
Höjden över havet (1200 – 1500 m) gör att klimatet har en subtropisk prägel.Under större delen av ret varierar temperaturen mellan 17 och 27°C, under vintermånaderna (maj-juni) kan temperaturen gå ner till 5 – 8 °C.
De största kommunerna i provensen är Huambo, Bailundo och Londuimbali.

## Historia
Regionen utforskades av portugisiska köpmän i mitten av 1600-talet och det ledde till handel med slavar, elfenben och gummi. Under senare delen av 1700-talet blev det konflikter med lokala stamhövdingar och handelsmän och privata arméer besegrade Bailundo-riket. Åren 1902 till 1904 revolterade Ovimbundu-folket när handelsmän sänkte priset på rågummi. Till slut besegrade portugisiska kolonialarmén de lokala kungarna.

## Ekonomi
Huambo är en region rik på natur- och mineralresurser. Flera floder har sina källor i bergen och Angola kan bli en stor producent av vattenkraft. Ett milt klimat gör regionen särskilt lämpligt för utvecklingen av jordbruk och livsmedelsföretag. Viktiga produkter är majs, bönor, potatis och grönsaker.
Tänkbar gruvdrift inom provinsen har identifierats och man fokuserar på koppar, guld, diamanter, kvarts, mangan och kalk.

## Demografi
Majoriteten av befolkningen tillhör den etniska gruppen Ovimbundu.

## Kända personer från Huambo
- Lúcio Lara, MPLAs första generalsekreterare.[5]

- Paulo Kassoma, Angolas premiärminister 2008-2011.[6]

- José Eduardo Agualusa, författare.[7]

- Ernesto Lara, poet och författare, bosatt i Huambo de sista åren i sitt liv.[8]